# Дюбуа-Пигаль, Поль
Поль Дюбуа-Пигаль (англ. Paul Dubois-Pigalle; 18 июля 1829, Ножан-сюр-Сен — 23 мая 1905, Париж) — французский скульптор и художник-портретист. Член французской Академии изящных искусств. 

## Биография
Сын нотариуса. В угоду отцу сперва изучал право, одновременно с 1858 года учился скульптурному мастерству у Армана Туссена в Высшей школе изящных искусств в Париже.
Дебютировал в Парижском салоне в 1857 году, тогда же присоединил к своей фамилии приставку Пигаль в честь известного скульптора Жана-Батиста Пигаля. Совершенствовался в Италии, жил четыре года в Риме, изучая там преимущественно произведения Донателло и Микеланджело, усвоил многие черты их натурализма. В 1863 году был награждён на Парижском салоне серебряной медалью за работу, отправленную в Париж из Рима.
В 1873 году Дюбуа был назначен куратором Люксембургского музея. С 1878 г. — директор парижского училища изящных искусств.
В 1865 и 1876 годах награждался почётной медалью Салона изящных искусств. В июне 1867 года стал кавалером ордена Почётного легиона; в июле 1874 года — офицером ордена Почётного легиона; в июле 1886 года — командором ордена Почётного легиона; в 1889 году — кавалером большого креста ордена Почётного легиона.
Главные произведения П. Дюбуа-Пигаля: «Флорентийский певец» (1865, Музей Орсе), «Нарцисс, окончивший свое купанье» (1866, Лувр), «Богоматерь с Младенцем» (1867, в парижской церкви пресв. Троицы), памятник генералу Кристофу Луи Леону Жюшо де Ламорисьеру с четырьмя превосходными аллегорическими фигурами Милосердия, Военной Доблести, Вдумчивости и Гражданского Мужества по углам саркофага (1876—1878, в нантском соборе) и конная статуя Жанны д’Арк, исполненная для её памятника в Реймсе.
Похоронен на кладбище Пер-Лашез. В 1902 г. в его родном городе был основан музей Поля Дюбуа-Пигаля и Альфреда Буше, в 2017 году переименованный в музей Камиллы Клодель.

## Галерея

Работы П. Дюбуа-Пигаля
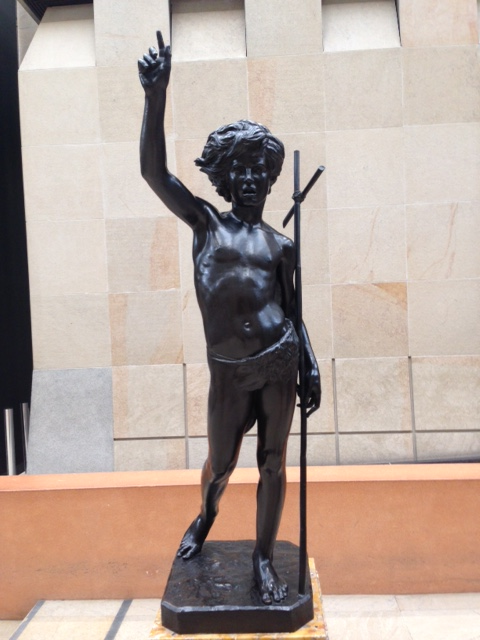
Св. Иоанн Креститель (1861), Париж, Музей Орсе[5].
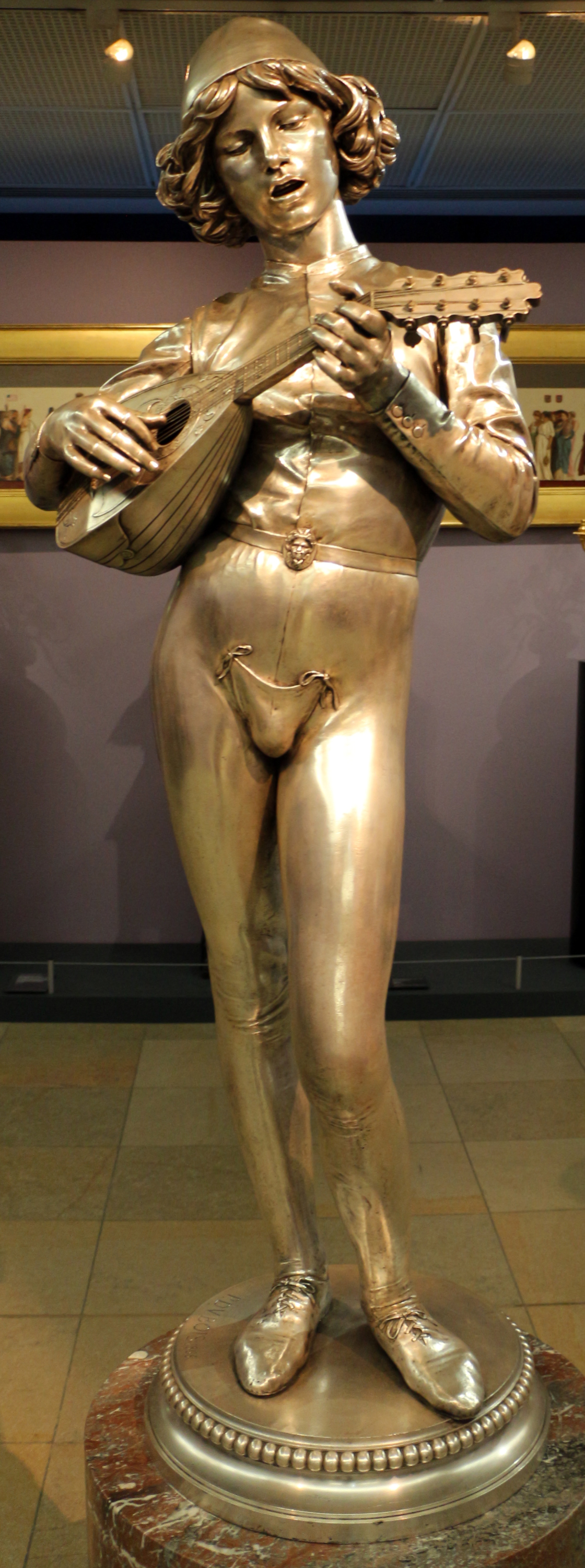
Флорентийский певец XV века  (1865), Париж, Музей Орсе
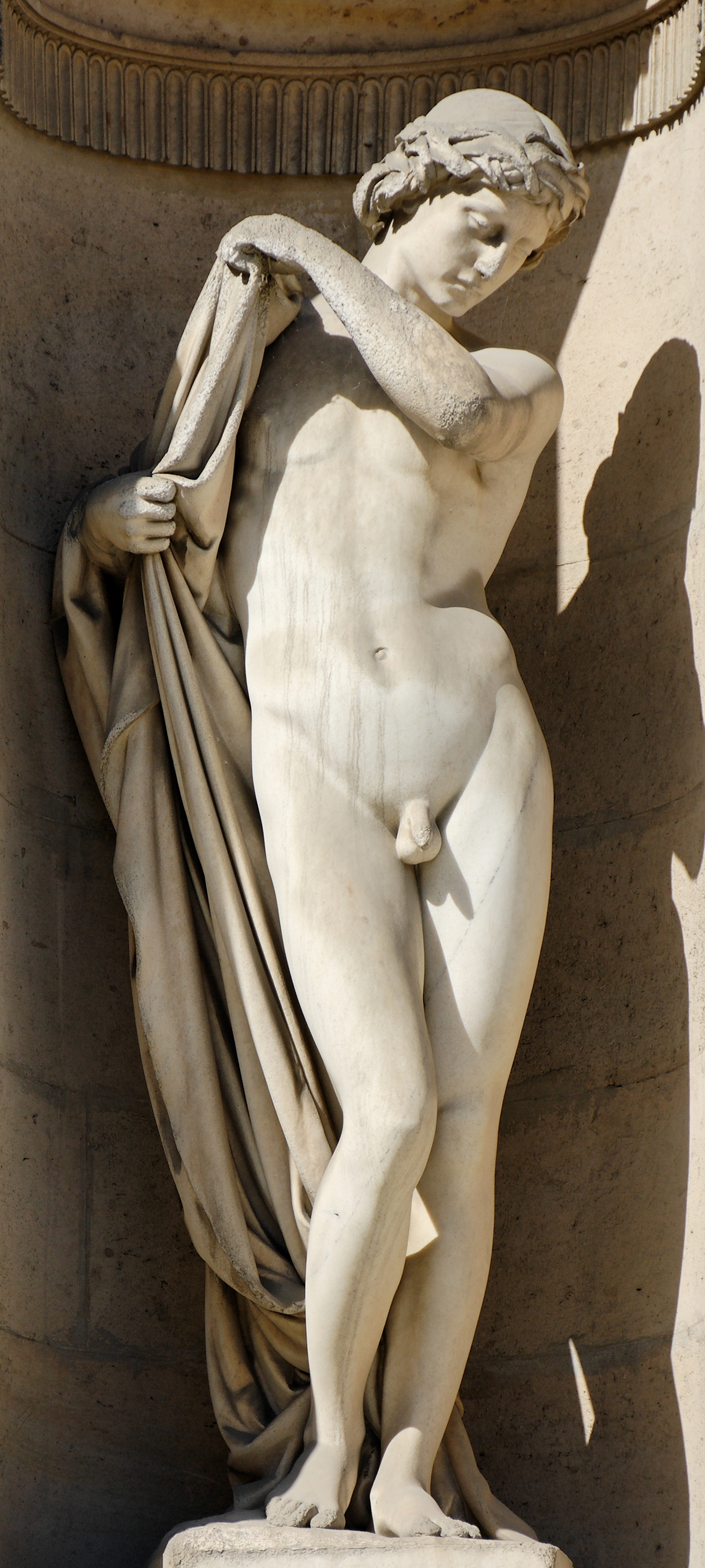
Нарцисс, окончивший свое купанье (1866), Париж, Лувр.
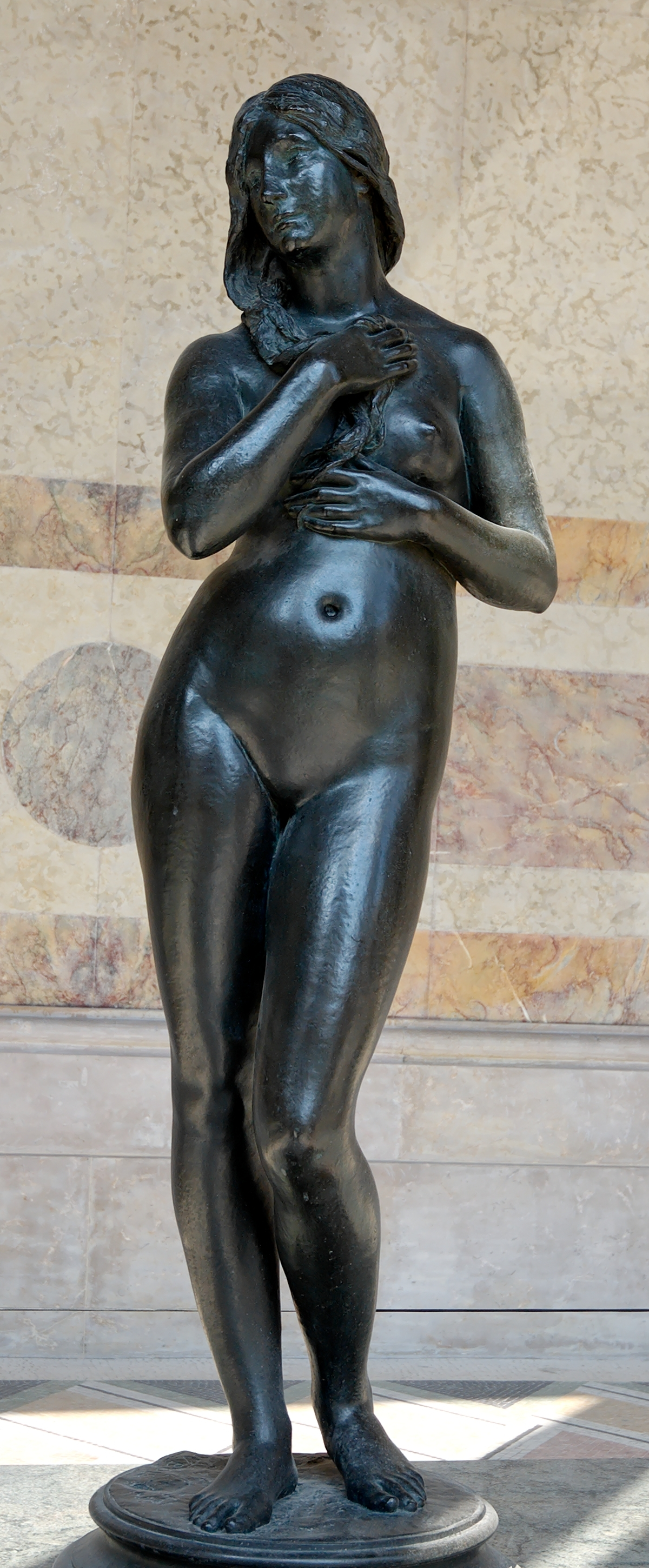
Ева (1873), Малый дворец (Париж)
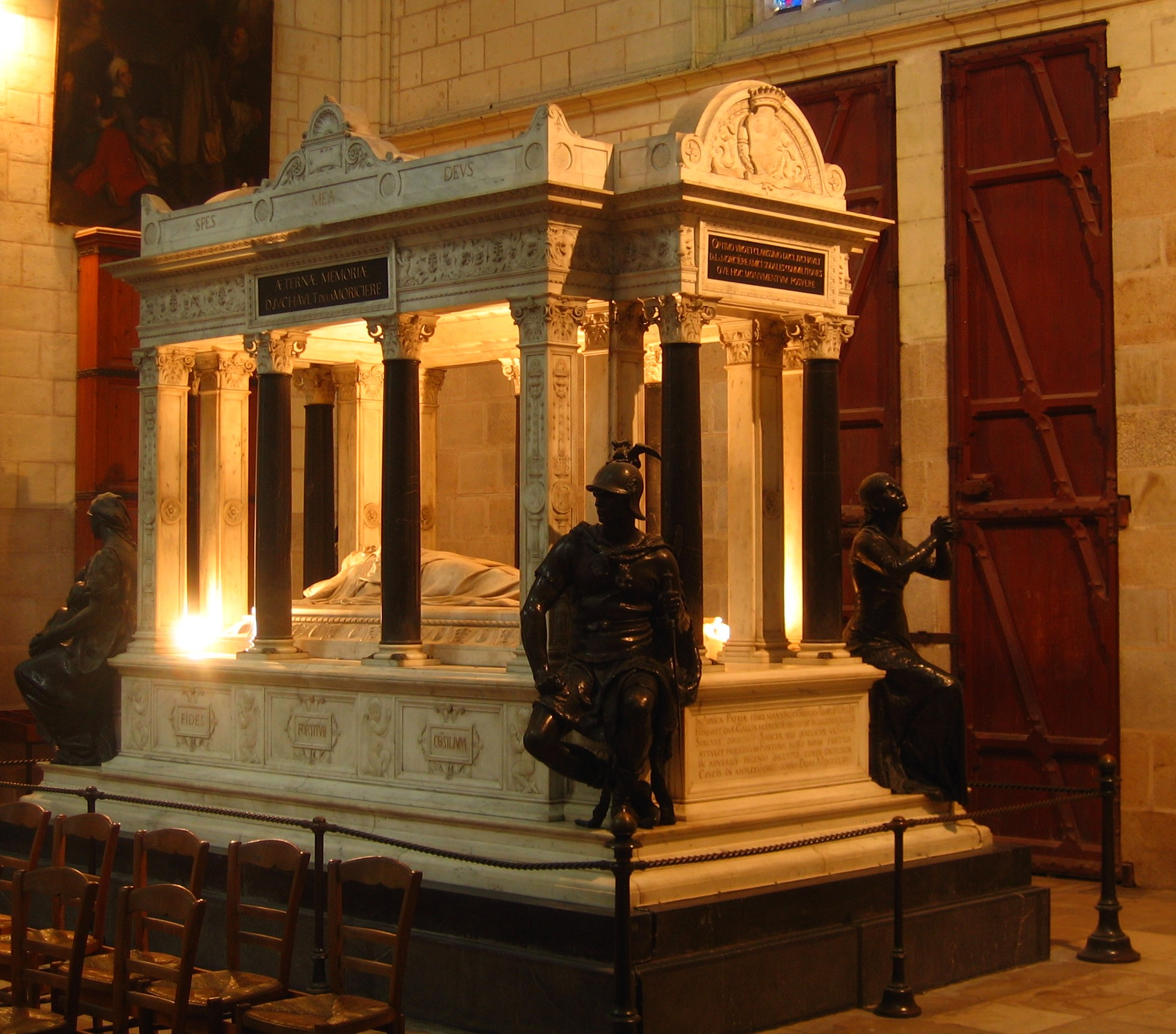
Кенотаф генерала Кристофа Луи Леона Жюшо де Ламорисьера  (1879), Собор Святых Петра и Павла (Нант).
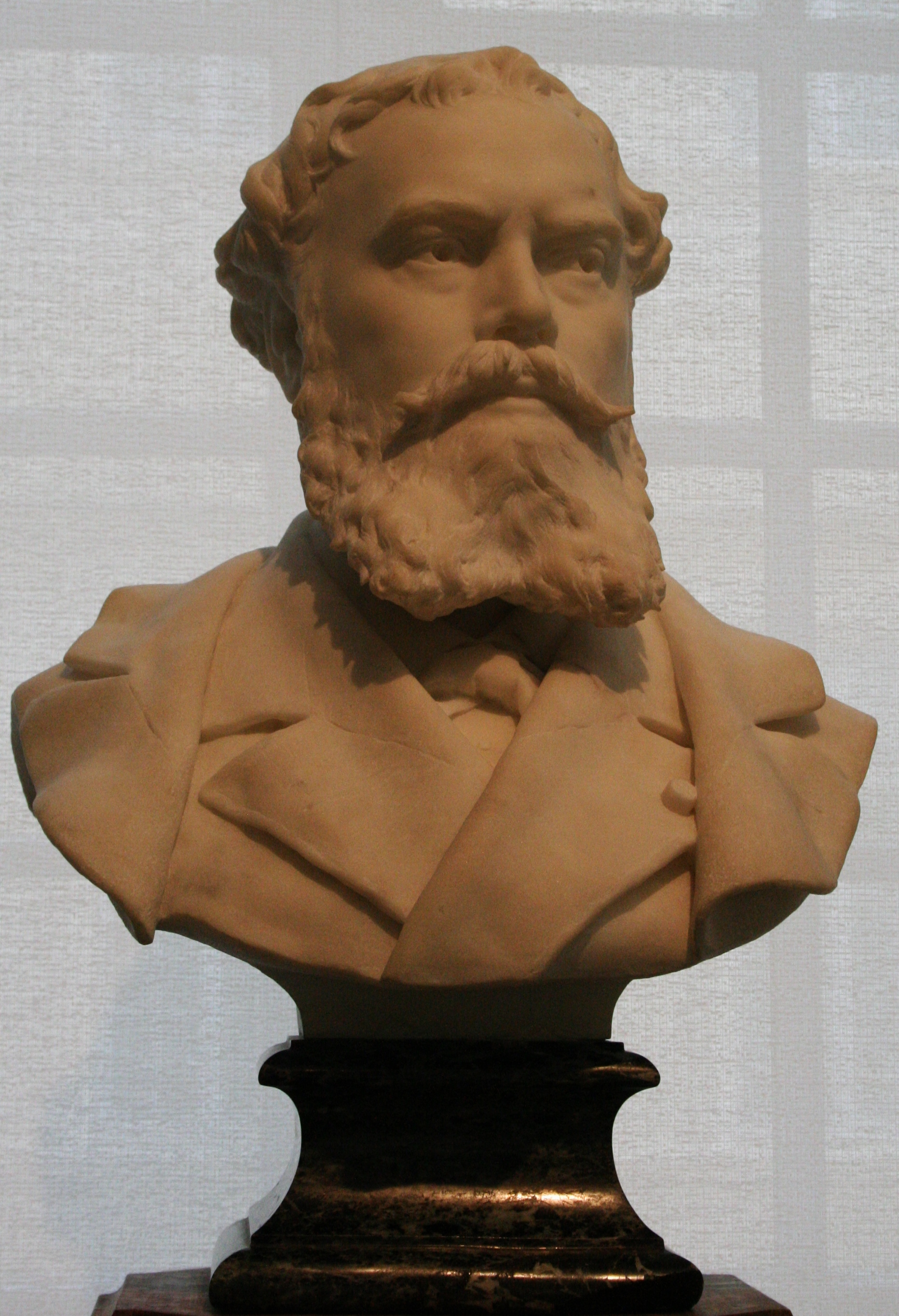
Бюст Кабанеля (1882), Монпелье, Музей Фабра.
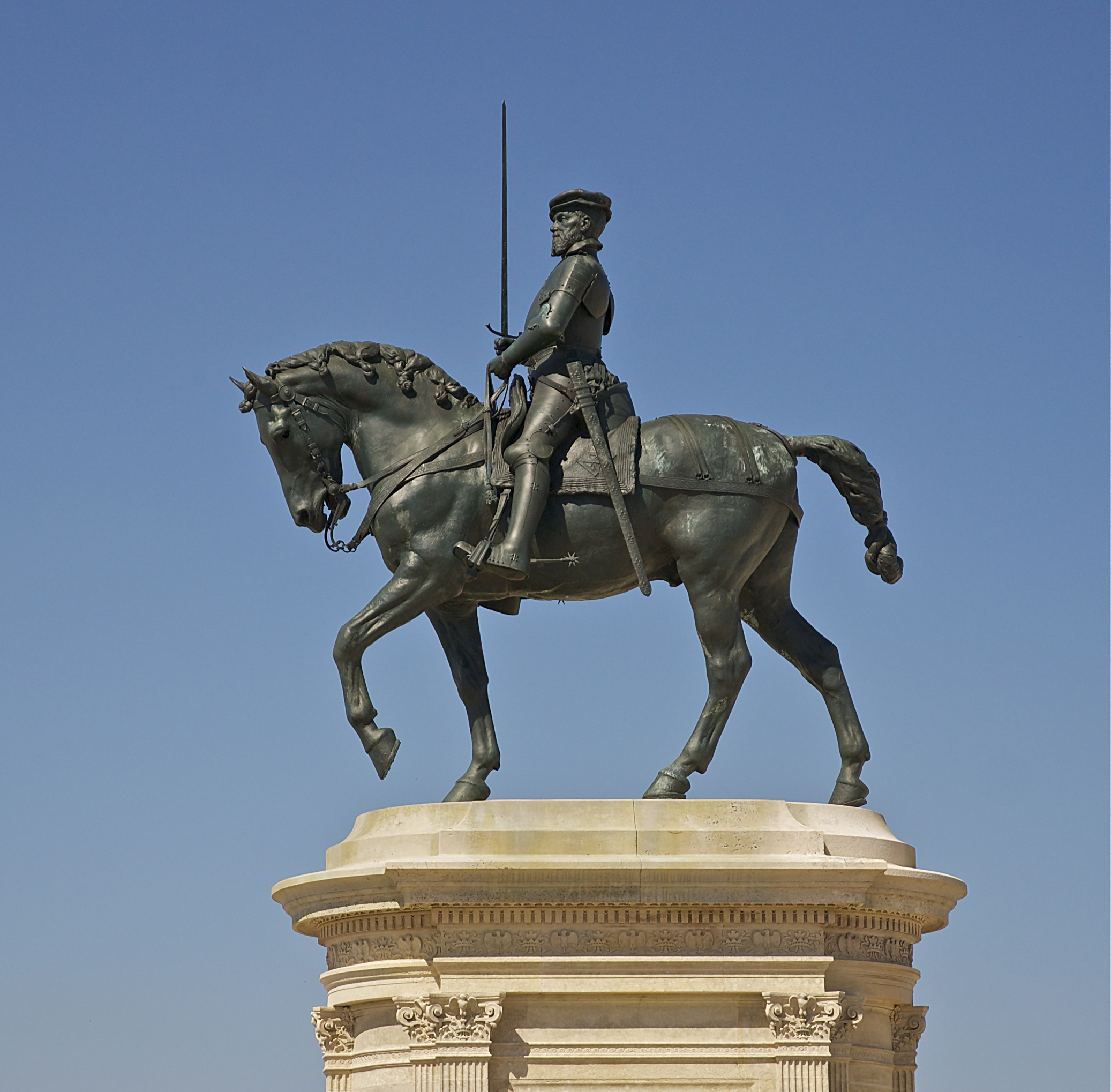
Памятник маршалу Анну де Монморанси (1886), Дворец Шантийи
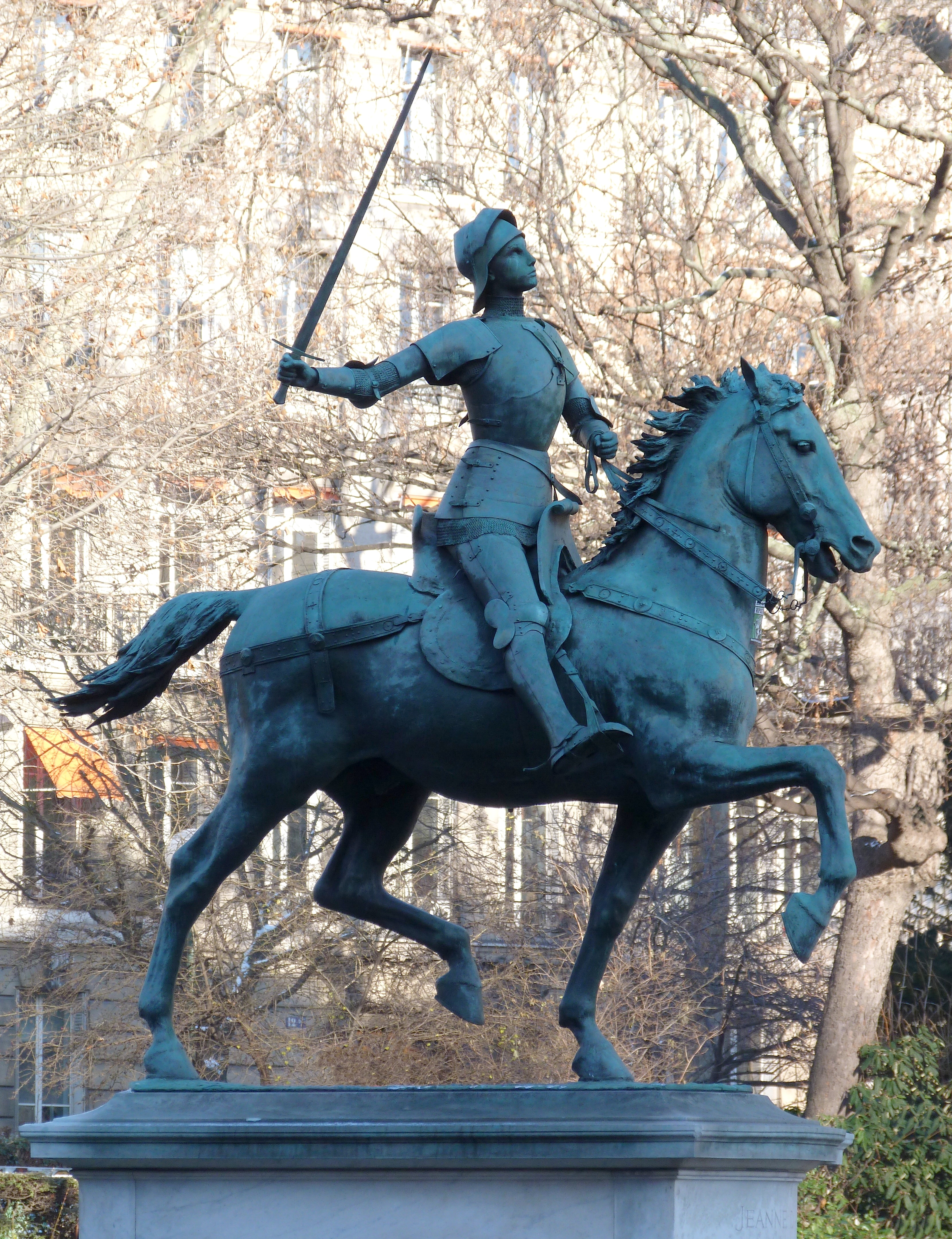
Конная статуя Жанны д’Арк (1900), Париж, Площадь Святого Августина
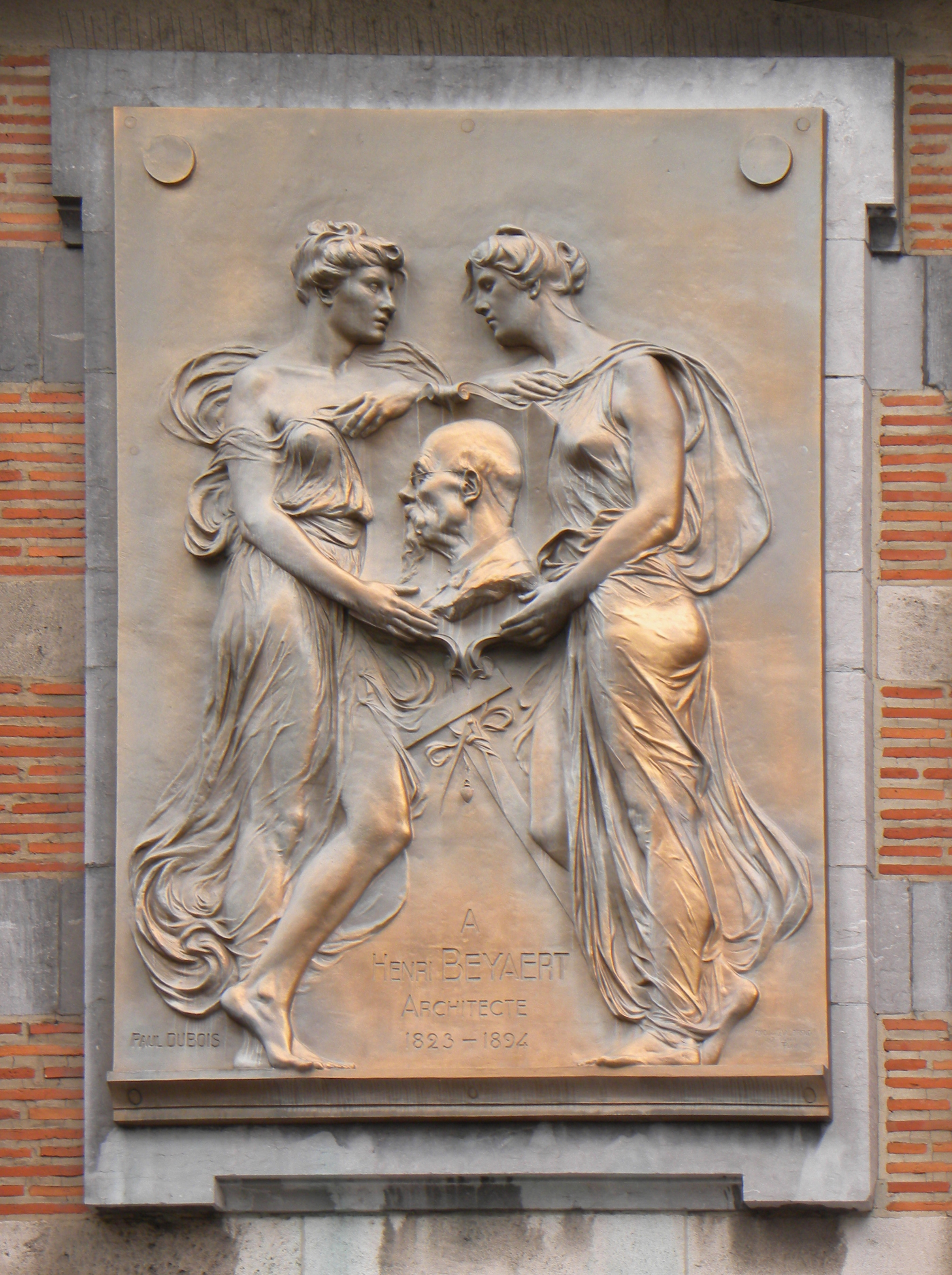
Мемориальная плита архитектору Анри Бейаерт, 1823-1894 Брюссель
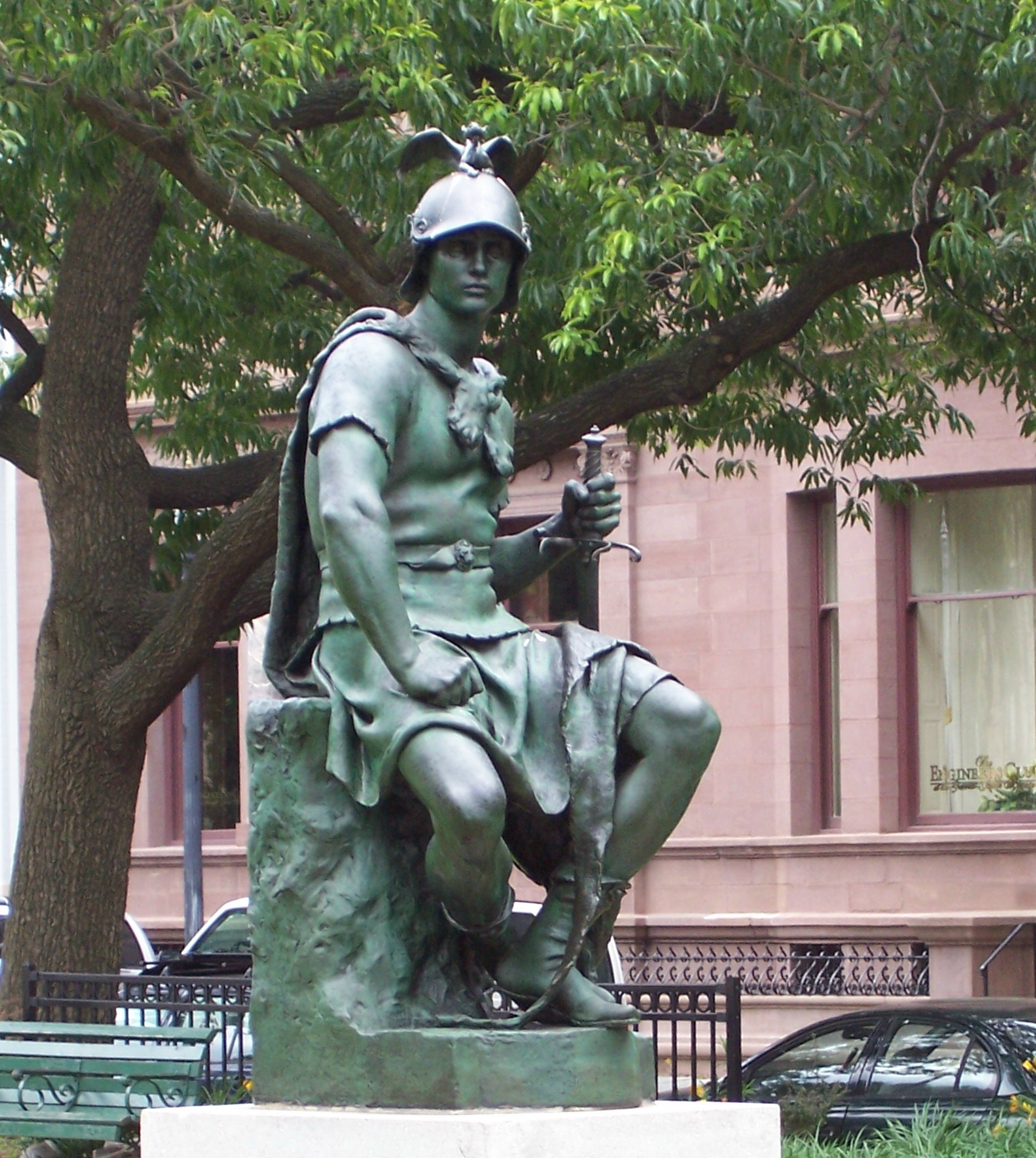
Аллегория «Военное мужество»